# Volksbank Lauterbach-Schlitz
Die Volksbank Lauterbach-Schlitz eG ist eine deutsche Genossenschaftsbank mit Sitz in der hessischen Kreisstadt Lauterbach im Vogelsbergkreis in Mittelhessen.

## Geschichte
Am 7. April 1872 schlossen sich Lauterbacher Bürger zusammen und gründeten den Lauterbacher Vorschuss-Verein. Der erste Geschäftssitz befand sich im Haus „Wasser-Hoose“ auf dem heutigen Berliner Platz. Die Geschäftsräume wurden 1892 zunächst in das Privathaus des Kassierers in der Bahnhofstraße 36, im Jahr 1912 in ein städtisches Gebäude in der Bahnhofstraße 10 verlegt. Nachdem die Bank erfolglos versuchte, das Haus von der Stadt zu erwerben, ließ sie 1931 das ehemalige Riedesel’sche Hospital in der Bahnhofstraße 19 abreißen und errichtete dort ihre Hauptstelle, die bis heute besteht.
In der Folgezeit schlossen sich mehrere Genossenschaftsbanken mit der dann als Lauterbacher Volksbank eG firmierenden Bank zusammen:
- 1980: Raiffeisenbank Angersbach eG mit dem Sitz in Angersbach (gegründet 1889)
- 1982: Spar- und Darlehnskasse eG Rixfeld mit dem Sitz in Rixfeld (gegründet 1922)
- 1990: Raiffeisenbank Wallenrod eG mit dem Sitz in Wallenrod (gegründet 1882)
- 1991: Raiffeisenkasse Gunzenau eG mit dem Sitz in Gunzenau (gegründet 1924) sowie Raiffeisenbank eG Freiensteinau mit dem Sitz in Freiensteinau (gegründet 1889)
- 1992: Raiffeisenbank Maar eG mit dem Sitz in Maar (gegründet 1889)

Die Raiffeisenbank eG Freiensteinau fusionierte bereits zuvor im Jahr 1979 mit der Raiffeisenkasse Ober-Moos eG mit dem Sitz in Ober-Moos.
In Schlitz beginnt die Geschichte der Bank am 17. Januar 1891, als Schlitzer Bürger die Spar- und Darlehnskasse gründeten. Die Bank änderte ihren Namen 1962 auf Volksbank Schlitz eGmbH und im Jahr 1975 erneut auf Raiffeisen-Genossenschaftsbank eG Lauterbach.
Mit der Schlitzer Bank schlossen sich zusammen:
- 1971: Fusion der Volksbank Schlitz eGmbH mit dem Sitz in Schlitz mit der Genossenschaftsbank Lauterbach eGmbH mit dem Sitz in Lauterbach (Hessen)  (gegründet 1949) zur Volksbank Schlitzerland eGmbH mit dem Sitz in Schlitz
- 1972: Fusion der Volksbank Schlitzerland eGmbH mit der Spar- und Darlehnskasse Allmenrod eGmbH mit dem Sitz in Allmenrod, der Spar- und Darlehnskasse Engelrod eGmbH mit dem Sitz in Engelrod, der Spar- und Darlehnskasse Frischborn eGmbH mit dem Sitz in Frischborn und der Spar- und Darlehnskasse Hopfmannsfeld eGmbH mit dem Sitz in Hopfmannsfeld
- 1973: Fusion der Volksbank Schlitzerland eGmbH mit der Spar- und Darlehenskasse Landenhausen mit dem Sitz in Landenhausen (gegründet 1895) zur Volksbank Schlitzerland eGmbH  (der späteren Genossenschaftsbank eG Lauterbach bzw. Raiffeisen-Genossenschaftsbank eG Lauterbach) mit dem Sitz in Lauterbach (Hessen)
- 1981: Fusion der Raiffeisen-Genossenschaftsbank eG Lauterbach mit der Raiffeisenkasse Dirlammen eG (gegründet 1923) mit dem Sitz in Dirlammen sowie der Raiffeisenbank Altenschlirf eG mit dem Sitz in Altenschlirf (gegründet 1883)
- 1988: Fusion der Raiffeisen-Genossenschaftsbank eG Lauterbach mit der Volksbank eG Herbstein mit dem Sitz in Herbstein

Die Volksbank Lauterbach-Schlitz eG entstand schließlich in ihrer heutigen Form im Jahr 1998 durch die Fusion der Lauterbacher Volksbank eG mit der Raiffeisen-Genossenschaftsbank e.G. Lauterbach.
Am 22. September 2023 wurde bekannt gegeben, dass eine Fusion mit der Raiffeisenbank im Fuldaer Land eG für das Jahr 2024 geplant ist. Nur drei Wochen später wurde die Fusion wieder abgesagt.

## Rechtsverhältnisse
Die Volksbank Lauterbach-Schlitz eG ist im Genossenschaftsregister beim Amtsgericht Gießen unter GnR 431 eingetragen.

## Organisationsstruktur
Rechtsgrundlagen sind das Genossenschaftsgesetz und die durch die Vertreterversammlung beschlossene Satzung. Organe der Bank sind der Vorstand, der Aufsichtsrat und die Vertreterversammlung.

## Sicherungseinrichtung
Die Volksbank Lauterbach-Schlitz eG ist der amtlich anerkannten Sicherungseinrichtung des Bundesverbandes der Deutschen Volksbanken und Raiffeisenbanken GmbH und der zusätzlichen freiwilligen Sicherungseinrichtung des Bundesverbandes der Deutschen Volksbanken und Raiffeisenbanken e.V. angeschlossen.

## Geschäftsausrichtung
Die Volksbank Lauterbach-Schlitz eG betreibt das Universalbankgeschäft. Im Verbundgeschäft arbeitet sie mit der DZ Bank, R+V Versicherung, Bausparkasse Schwäbisch Hall, Teambank, VR Leasing, DZ Hyp und der Union Investment zusammen.

## Geschäftsgebiet
Das Geschäftsgebiet liegt im Osten des Vogelsbergkreises. Zum Geschäftsgebiet gehören die Stadt Lauterbach, die Stadt Schlitz sowie einige Umlandgemeinden.
An diesen Orten betreibt die Bank Filialen:
- Lauterbach (Hessen) (Hauptstelle, jur. Sitz)
- Schlitz (Geschäftsstelle)
- Angersbach (Geschäftsstelle)
- Freiensteinau (Geschäftsstelle)
- Herbstein (Geschäftsstelle)